# Mogadiscio
Mogadiscio (somali: Muqdisho o Xamar; àrab: مقديشو, Maq(a)dīxū; italià: Mogadiscio), popularment anomenada Xamar o Hamar, és una ciutat portuària del sud-est de Somàlia, capital del país i de la regió de Banaadir. Del 1991 al 2007 no va tenir govern estable, però darrerament sembla que, amb ajut etíop, està sota control ferm del Govern Federal de Transició. Les estimacions de població varien entre milió i mig i tres milions. La majoria són abgaal, un subclan dels hawiye.

## Geografia
Està situada en la costa de l'oceà Índic i molt a prop de l'equador. Tanmateix posseeix un clima molt àrid, amb escasses pluges. El mar tot just modera les temperatures, que resulten molt altes, amb estius molt càlids.
El riu Shabele (Webi Shabelle) aporta (durant els mesos de pluja) l'aigua necessària per als cultius, principalment canya de sucre, cotó i plàtans.
La ciutat vella s'anomena Hamarwein. El principal mercat és el Bakaara. La millor zona residencial, la platja de Gezira, està actualment malmesa. Les platges d'arena de la zona consten com de les més boniques del món, amb fàcil accés i abundants esculls de coralls.

## Història

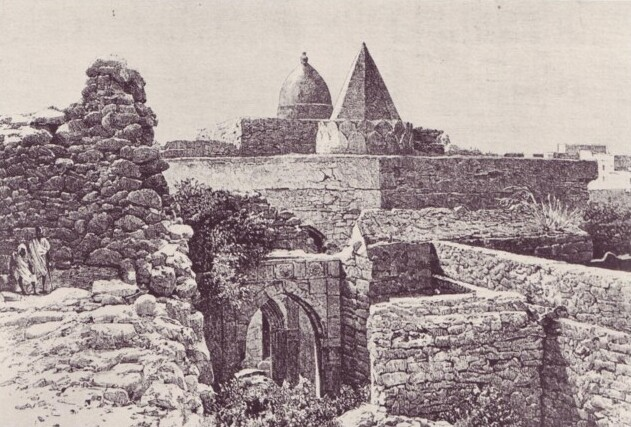
Gravat del de la mesquita Fakr ad-Din

No és específicament citada al Periple de la mar Eritrea (escrit per un comerciant grec vers l'any 50), però no hi ha dubte que la costa de Mogadiscio ja era visitada en aquest temps per egipcis, grecs i romans. Excavacions a Hafun fetes per H. N. Chittick han trobat abundant poteria egípcia i romana dels segles II al III. Algunes restes arqueològiques podrien ser construccions sud-aràbigues.
João de Barros, en la seva Chronica dos Reyes de Quiloa (resum abreujat de la crònica original, del segle xvi, avui perduda) diu que la ciutat fou el primer poble de la costa fundat per la gent vinguda al país de Sofala per buscar or. La data d'aquesta fundació és incerta, però probablement s'hauria de situar entre els segles x i xii. El primers àrabs que van arribar-hi segurament procedien d'Al-Hasa (Al-Ahsa) a causa del conflicte entre el califat i els càrmates; els van seguir poc després els perses procedents de Siraz i Naysabur; els emigrants àrabs i perses es van haver d'unir contra les tribus locals nòmades (els futurs somalis) i el segle X s'hauria fundat una federació de 39 clans, 12 de mukris, 12 de djidatis, 6 d'akabis, 6 d'ismailites i 3 d'afifis. Va seguir una època de pau i desenvolupament i els clans mukris van adquirir l'hegemonia política i religiosa i van adoptar la nisba d'Al-Kahtani, que va constituir una mena de dinastia d'ulemes, i van obtenir el privilegi d'escollir d'entre el seu clan els cadis locals de la federació. No se sap quan hi fou establert l'Islam, però la inscripció musulmana més antiga de la zona data del 1105 a Barawa.

Bandera de l'estat Ajuuraan, un imperi medieval de Somàlia, del qual Mogadiscio va ser un important vassall.

A la segona meitat del segle xiii Abu Bakr ben Fakhr al-Din va fundar un soldanat hereditari amb el suport dels clans mukris; el soldà els va mantenir el privilegi del càrrec de cadi. Al segle xiii es van fundar les tres principals mesquites: la gran mesquita (1238), la mesquita d'Arba Rukun (1268) i la Fakhr al-Din (abril-maig de 1269).
El 1322/1323 n'era soldà Abu Bakr ben Muhammad, que va emetre moneda amb el seu nom però sense el títol. En aquest temps (1331) fou visitada per Ibn Battuta quan regnava Abu Bakr ben Umar.
Sota la dinastia d'Abu Bakr ben Fakhr al-Din Mogadiscio va arribar al seu zenit als segles XIV i XV amb gran prosperitat. La ciutat és esmentada a la Mashafa Milad del sobirà axumita Zarea Yakub, que esmenta una batalla lliurada contra els musulmans a Gomut o Gomit (a Dawaro) el 25 de desembre de 1445. D'aquesta època són diverses monedes de bronze per les quals es coneix el nom de deu sultans (encara que no l'ordre en què van regnar).
El 1499 la ciutat fou atacada per Vasco de Gama quan tornava del seu primer viatge a l'Índia, però fou rebutjat. Tristão da Cunha fou també rebutjat el 1507. El 1532 Estevão de Gama, germà de Vasco de Gama, va ser a la ciutat, on va comprar un vaixell i la ciutat reconeixia el domini portuguès.
Al segle xvi es va establir la nova dinastia anomenada de Muzaffar. En aquest temps cap a l'interior, cap al Shabele, els ajuran van fundar un soldanat (soldanat de Qalafo), que fou amic i aliat de Mogadiscio. El 1585 la ciutat es va rendir a l'otomà Ali Bey, que aquest any va arribar amb dues galeres fins a Mombasa, i tota la costa va haver de reconèixer la sobirania del sultà otomà, però el 1587 els portuguesos van restablir el seu protectorat en presentar-se amb una potent flota, però no van atacar Mogadiscio, concentrant la seva revenja contra Faza on els habitants foren en gran part massacrats i 10.000 palmeres destruïdes. Ali Bey va tornar el 1589 amb cinc vaixells i la zona costanera es va declarar altre cop tributària otomana, però fou derrotat a Mombasa i portat presoner a Lisboa. Els soldans van acceptar el protectorat portuguès, que fou sempre força nominal. En els següents anys fins a 11 soldans van emetre moneda amb una tughra (signe) a imitació de les monedes otomanes (segles xvi i xvii).
La dinastia dels Ajuuraan fou derrotada pels hawiye nòmades i aleshores Mogadiscio va quedar aïllada, separada de l'interior pel sultanat d'Hiraab fundat pels hawiye i governat per un imam que va assolir l'hegemonia al segle xvii i va provocar la decadència de Mogadiscio.

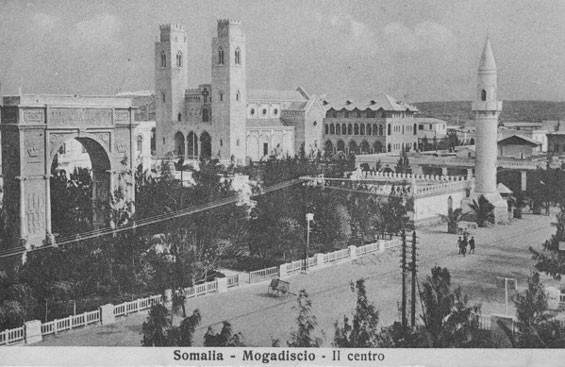
El centre de Mogadiscio el 1936. Lamesquita Arba Rucun a la dreta del centre.

El 1700 una esquadra britànica va arribar a la ciutat però no hi va desembarcar. Després de la derrota portuguesa a Mombasa (1698), els soldans omanites (Al-Busaid) van començar a dominar les ciutats de la costa de Somàlia en dates desconegudes però no gaire llunyanes del 1700. Però l'ocupació fou breu i les tropes omanites foren cridades al seu país. El soldanat de Mogadiscio va continuar, cada vegada amb major decadència. Una guerra civil va dividir la ciutat en dues zones, Hamarwen i Shangani; de mica en mica els somalis van penetrar a l'antiga ciutat àrab i els clans locals van agafar noms somalis (els akabi van esdevenir els shekhs, els djidjatis els shanshiya, els afifis els gudmana, i els mukris o kahtanis van agafar el nom de fakihs.
Al segle xviii els nòmades darandolla, excitats per la suposada riquesa de la ciutat, la van atacar i ocupar; el seu cap, l'imam, es va establir al barri de Shangani, però el privilegi de nomenar cadi fou reconegut una vegada més als fakihs (abans mukris).
El 1823 Sayyid Said d'Oman va voler imposar la seva sobirania a la ciutat i va capturar dos notables, però no fou fins al 1843 que va poder nomenar governador, càrrec que va recaure en un somali, però que al cap de poc va abandonar la ciutat i es va retirar cap a l'interior amb la seva gent.
Charles Guillain va visitar la ciutat el 1848 i hi va trobar un vell àrab que portava la duana. Els seus gravats donen idea de com era la ciutat en aquest any.

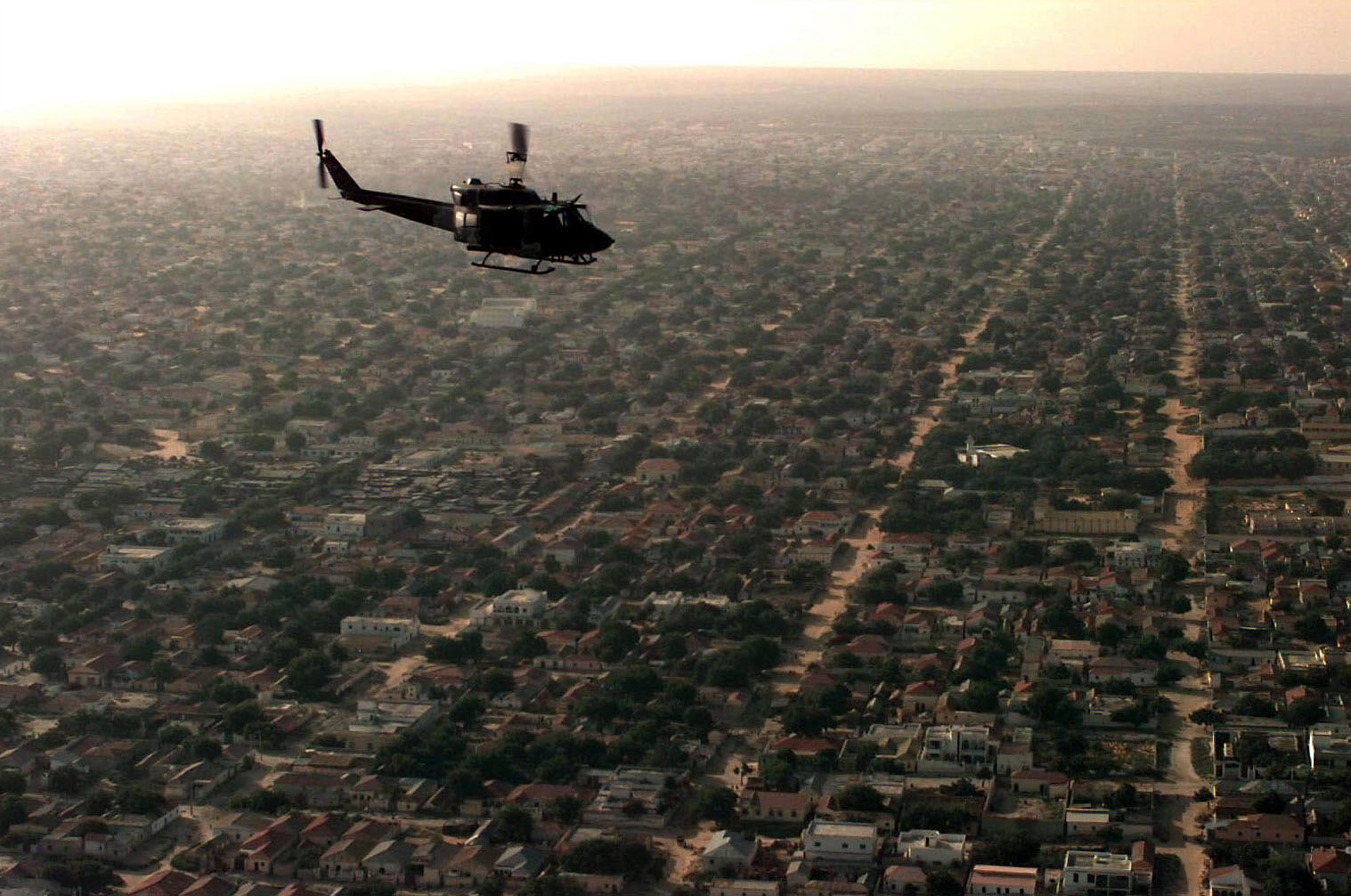
Vista aèria d'una àrea residencial de Mogadiscio, amb un helicòpter dels Marines americans al damunt, desembre de 1992.

Sota el soldà Barghash ben Said (1870-1878), es va establir l'autoritat del soldanat de Zanzíbar (1871). El 1886 el sultanat d'Hobyo va arrendar la regió, sense dret, a una companyia italiana de la qual el 1888-1889 va passar a l'estat italià. La possessió italiana fou confirmada per un tractat amb Zanzíbar el 1892, pel qual la costa amb Barawa, Marka, Warsheik i Mogadiscio era cedida a Itàlia a canvi d'un lloguer anual de 160.000 rúpies. El 1905 Itàlia va crear la colònia de la Somàlia Italiana, amb Mogadiscio com a capital.

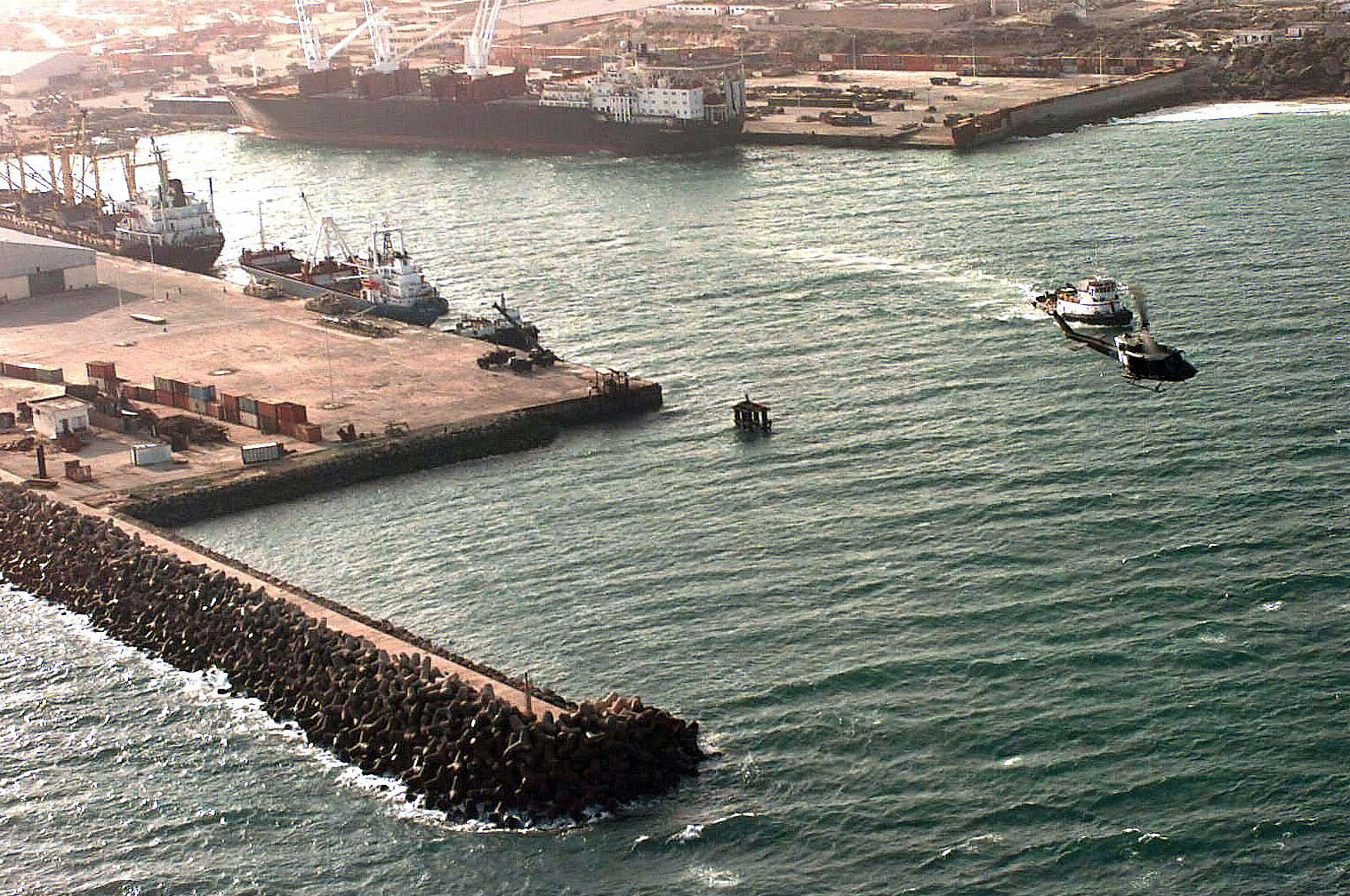
Port de Mogadiscio, desembre de 1992

En la II Guerra mundial el Regne Unit va ocupar la Somàlia Italiana entrant a Mogadiscio el 26 de febrer de 1941. Els britànics van governar la ciutat i la colònia sota administració militar fins que es va establir el fideïcomís de l'ONU encarregat a Itàlia (1 d'abril de 1950) amb l'encàrrec de preparar el país per a la independència que es va produir l'1 de juliol de 1960. Mogadiscio fou declarada la capital del nou estat.
El desembre de 1990 els rebels contra el règim de Siad Barre van prendre el poder a la ciutat. Barre va fugir cap a Garbahaarreey amb l'exèrcit, a l'espera de recuperar el poder, però finalment va fugir a Kenya el gener del 1991, i aviat fou expulsat cap a Nigèria. Els rebels van proclamar president Ali Mahdi Muhammad, cosa que no fou acceptada pel cap principal del Congrés de la Somàlia Unificada, Muhammad Fara Hassan, àlies Aydid, i el moviment es va fraccionar en dues branques. Les lluites entre clans i amb l'exèrcit lleial a Barre van provocar molts danys a la ciutat, i una gran fam en diverses zones del país. La intervenció internacional, considerada necessària, es va iniciar el 9 de desembre de 1992 quan marines americans, com a part d'una força de l'ONU, van desembarcar a Mogadiscio. L'operació fou coneguda com "Restaurar l'esperança". Aydid es va aliar a les forces lleials a Barre del Moviment Patriòtic Somali i junts van formar l'Aliança Nacional Somali, nom que va conservar el grup d'Aydid quan el Moviment Patriòtic va desaparèixer. El 1993 els americans van fer una operació per agafar Aydid, coneguda com a Primera batalla de Mogadiscio, que va acabar amb la mort de més de 100 soldats americans i va provocar la decisió (1994) de retirar-se del país.
La ciutat va quedar dividida en aquest temps entre clans i faccions. Quan l'ONU va evacuar el país (3 de març del 1995) Aydid, que ja dominava part del Banaadir, es va proclamar president (juny). Les seves forces van dominar Baidoa (setembre) i tot el territori de Bakool i Bay. Aydid va morir l'estiu del 1996 (probablement el 2 d'agost de 1996) i el va succeir el seu fill, un marine americà de nom Hussein Mohamed Farrah Aydid nomenat el 4 d'agost. Va seguir la lluita amb el seu rival Mahdi, fins que va deixar el càrrec el 22 de desembre de 1997 en el marc d'un acord de pau parcial. Mogadiscio va restar en mans dels clans.
El 2000 Aydid no va donar suport al Govern Nacional de Transició. El 2004 els clans de Mogadiscio van acceptar el procés de pau i es va formar el Govern Federal de Transició, però només alguns ministeris van tenir seu a la ciutat i la residència del govern fou a Jowhar mentre el parlament es reunia a Kenya; el 2005 la residència del govern i el parlament es van poder traslladar a Baidoa evitant sempre Mogadiscio per raons de seguretat.
El 6 de juny del 2006 fou ocupada per la Unió de Corts Islàmiques de Somàlia (Segona Batalla de Mogadiscio); el Govern Federal de Transició, amb el suport de l'exèrcit etíop, va conquerir la ciutat en la qual van entrar el 29 de desembre de 2006 (Tercera Batalla de Mogadiscio). Durant el 2007 i 2008 la ciutat ha estat teatre d'enfrontaments amb els islamistes reorganitzats, que dominen alguns barris; molts civils van morir, segurament a causa de l'ús excessiu de la força pels etíops, i milers de persones van fugir.
El 14 d'octubre de 2017 la ciutat va patir l'atemptat més mortífer en la història del país, amb més de 200 morts i 300 ferits, quan va esclatar un camió bomba.
El 5 de març de 2021, va haver un atemptat amb cotxe bomba a l'exterior d'un restaurant. L'atac va deixar com a mínim 20 persones mortes i altres 30 ferides. El grup gihadista Al-Xabab es va responsabilitzar de l'atac.

## Economia

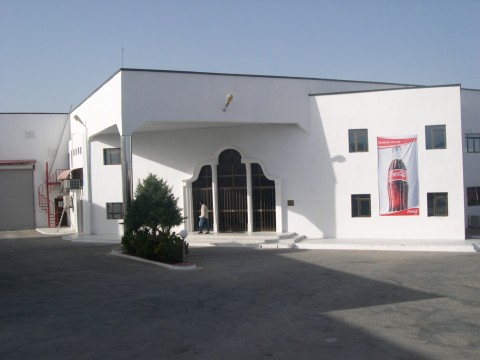
La planta embotelladora de Coca-Cola a Mogadiscio.

Mogadiscio és un centre comercial i financer. Tot i la manca de govern, la iniciativa privada ha permès el funcionament de la ciutat i d'alguns serveis; la manca de taxes ha fet florir tota mena de transaccions comercials i negocis. Els comerciants i empresaris paguen a les milícies per la seguretat, reduint la violència progressivament. Les principals indústries són fàbriques de begudes, d'aliments, i tèxtils (especialment cotó). Als mercats es troben tota mena de productes incloent avançats productes tecnològics d'importació.

## Persones il·lustres
- Samia Yusuf Omar